# Test di preparazione ai mondiali di rugby 1999
Nel 1999 si disputò tra ottobre e novembre la terza edizione della Coppa del Mondo di rugby. 
Per prepararsi adeguatamente, quasi tutte le squadre effettuarono tour o test di preparazione nel periodo tra luglio e settembre
La Spagna prima di recarsi in Italia, si reca in Sudamerica e in Giappone dove subisce due sconfitte con Cile e Giappone
| Conceptcion (Cile) 18 luglio 1999 | Conception XV | 6 – 102 | Spagna XV |  |

| Santiago del Cile 21 luglio 1999 | Chile U21 | 16 – 38 | Spagna XV |  |

| Santiago del Cile 24 luglio 1999 | Cile | 20 – 18 | Spagna |  |

| Tokyo 17 agosto 1999 | Giappone B | 71 – 12 | Spagna XV | Edogawa |

| Tokyo 20 agosto 1999 | Giappone | 30 – 7 | Spagna | Olympic Stadium |

Gli Stati Uniti prima si recano in Australia poi in Inghilterra. 5 Match con altrettanti pesanti sconfitte, tra cui spicca il 106-8 contro l'Inghilterra, nell'unico test-match
| Sydney 21 luglio 1999 | Emerging NSW | 57 – 8 | Stati Uniti XV |  |

| Brisbane 24 luglio 1999 | Queensland XV | 27 – 17 | Stati Uniti XV |  |

| Northampton 17 agosto 1999 | England A | 57 – 9 | Stati Uniti XV |  |

| Londra 21 agosto 1999 | Inghilterra | 106 – 8 | Stati Uniti | Twickenham |

| Cardiff 28 agosto 1999 | Galles XV | 53 – 24 | Stati Uniti XV | Millennium Stadium |

Tour in Galles e Francia, per la Romania, con altrettante sconfitte con club gallesi. Infine una pesante sconfitta ad Edimburgo con la Scozia.
| Glasgow 28 agosto 1999 | Scozia | 60 – 19 | Romania | Hampden Park |

Un'Argentina in grande crescita supera la Scozia e cede di misura all'Irlanda. Questi risultati saranno sottovalutati sino alla sorprendente vittoria dei Pumas ai mondiali sulla stessa Irlanda.
| Perth 17 agosto 1999 | Scozia A | 25 – 25 | Argentina XV |  |

| Edimburgo 21 agosto 1999 | Scozia | 22 – 31 | Argentina | Murrayfield |

| Dublino 24 agosto 1999 | Leinster Rugby | 22 – 51 | Argentina XV |  |

| Dublino 28 agosto 1999 | Irlanda | 32 – 24 | Argentina | Lansdowne Road |

Le Figi effettuano la preparazione in casa ospitando i New Zealand Maori e subendo una sconfitta per 20-57,  poi affrontano i Barbarians Australiani (all'epoca  la seconda squadra Australiana), prima di recarsi all'Aquila per il torneo con Italia, Spagna e Uruguay.
| Latuoka 31 luglio 1999 | Figi Warriors | 10 – 20 | New Zealand Māori |  |

| Suva 3 agosto 1999 | Figi | 20 – 57 | New Zealand Māori |  |

| Sydney 18 agosto 1999 | Australian Barbarians | 31 – 25 | Figi XV |  |

Un Canada ambizioso visita Galles e Inghilterra (due sconfitte)
| Pontypridd 17 agosto 1999 | Pontypridd RFC | 20 – 6 | Canada XV |  |

| Cardiff 21 agosto 1999 | Galles | 33 – 19 | Canada | Millennium Stadium |

| Londra 28 agosto 1999 | Inghilterra | 36 – 11 | Canada | Twickenham |

La Namibia, per prepararsi partecipa alla  Currie Cup sudafricana, quindi affronta lo Zimbabwe.
| Pretoria 7 agosto 1999 | Namibia | 32 – 17 | Zimbabwe |  |

Un test match tra Galles e Francia , il primo al di fuori dal Cinque Nazioni dal 1910.
| Cardiff 28 agosto 1999 | Galles | 34 – 23 | Francia | Millennium Stadium |

Nel mese di settembre, sono proibiti dall'International Rugby Board i test match ufficiali per le squadre che ospiteranno la coppa del Mondo, così l'Inghilterra disputa due match amichevoli contro selezioni.
| 8 settembre 1999 | Inghilterra XV | 67 – 14 | Premiership XV |  |

| 18 settembre 1999 | Inghilterra XV | 92 – 17 | All Stars |  |

Analoga scelta per la Scozia
| Inverleith 16 settembre 1999 | Edinburgh Reivers | – | Scozia XV |  |

| Glasgow 22 settembre 1999 | Glasgow Caledonians | 3 – 53 | Scozia XV |  |

Anche Irlanda, Canada, e Sudafrica  chiudono in questo modo la preparazione.
| 15 settembre 1999 | Canada XV | 54 – 18 | Columbia Britannica |  |

| Belfast 18 settembre 1999 | Irlanda XV | 25 – 16 | Ulster Rugby |  |

| 18 settembre 1999 | Sudafrica XV | 60 – 24 | SW District |  |